# Martin Gottfried Julius Schöne
Martin Gottfried Julius Schöne (ur. 10 lipca 1810 w Alt Driebitz, zm. w 1873 w Lombard w stanie Illinois) – pastor ewangelicki, uczestnik pruskiego Zgromadzenia Narodowego w Berlinie, twórca „Wolnego Zboru Ewangelickiego” w Czerwieńsku.
Uczęszczał do gimnazjum w Głogowie, następnie studiował we Wrocławiu. W 1839 roku został pastorem w miejscowości Czerwieńsk, w powiecie zielonogórskim.
W 1848 roku został z powiatu zielonogórskiego wybrany do pruskiego Zgromadzenia Narodowego. Był uczestnikiem kampanii odmowy płacenia podatku. Z racji działalności politycznej odsunięty od funkcji pastora. Założył wówczas niezależny „Wolny Zbór Ewangelicki”. Zajmował się pomocą ubogim, w tym celu założył w Zielonej Górze Towarzystwo Pomocy Pastora Schönego.
W 1858 roku opuścił Czerwieńsk i udał się do Stanów Zjednoczonych. Osiadł w miejscowości Lombard w stanie Illinois. Tam nadal prowadził działalność duszpasterską, współorganizował pierwszą na tamtym terenie szkołę niemiecką. 
Zmarł w 1873 roku. Pochowany w miejscowości Lombard.